# Aspitates aestiva
Aspitates aestiva är en fjärilsart som beskrevs av Schurd. 1916. Aspitates aestiva ingår i släktet Aspitates och familjen mätare. Inga underarter finns listade i Catalogue of Life.